# Communauté de communes Entre Loire et Allier
La communauté de communes Entre Loire et Allier est une ancienne communauté de communes française, située dans le département de l'Ardèche en région Auvergne-Rhône-Alpes.
En 2017, la Communauté de communes de la Montagne d'Ardèche est créée à partir de la fusion des communautés de communes Entre Loire et Allier, Cévenne et Montagne ardéchoises et des Sources de la Loire.

## Historique
- 13 décembre 2005 : création et adhésion des communes de Coucouron, Issanlas, Issarlès, Lachapelle-Graillouse, Lanarce, Lavillatte, Le Lac-d'Issarlès et Lespéron.
- 13 juillet 2007 : modification des statuts
- 19 octobre 2007 : modification des statuts
- 3 mai 2006 : modification de l'article 5 des statuts
- 18 septembre 2006 : modification de l'article B-4 des statuts
- 31 décembre 2008 : adhésion de Saint-Alban-en-Montagne

Le schéma départemental de coopération intercommunale de 2015 impose une fusion, du fait d'une population inférieure à 5 000 habitants, avec les communautés de communes Cévenne et Montagne ardéchoises et des Sources de la Loire, avec ajout des communes de La Rochette, Borne et Saint-Martial dans le département de l'Ardèche et intégration de Lafarre dans le département de la Haute-Loire.
La version adoptée en mars 2016 confirme ce projet de fusion, mais en intégrant en plus les communes d'Astet et de Lachamp-Raphaël.

## Territoire communautaire

### Géographie
La communauté de communes est située à l'ouest du département de l'Ardèche.

### Composition
Elle regroupe neuf communes :
| Nom                     | Code Insee | Gentilé       | Superficie (km2) | Population (dernière pop. légale) | Densité (hab./km2) |
| ----------------------- | ---------- | ------------- | ---------------- | --------------------------------- | ------------------ |
| Coucouron (siège)       | 07071      | Coucouronnais | 23,89            | 848 (2014)                        | 35                 |
| Issanlas                | 07105      |               | 28,40            | 107 (2014)                        | 3,8                |
| Issarlès                | 07106      | Issarlains    | 18,44            | 153 (2014)                        | 8,3                |
| Lachapelle-Graillouse   | 07121      | Chapelous     | 20,48            | 207 (2014)                        | 10                 |
| Lanarce                 | 07130      | Lanarçois     | 22,37            | 183 (2014)                        | 8,2                |
| Lavillatte              | 07137      | Viallattins   | 18,60            | 80 (2014)                         | 4,3                |
| Le Lac-d'Issarlès       | 07119      | Lacains       | 14,35            | 294 (2014)                        | 20                 |
| Lespéron                | 07142      | Lesperonais   | 24,99            | 316 (2014)                        | 13                 |
| Saint-Alban-en-Montagne | 07206      |               | 13,94            | 84 (2014)                         | 6                  |

### Démographie
| 1968  | 1975  | 1982  | 1990  | 1999  | 2008  | 2013  |
| ----- | ----- | ----- | ----- | ----- | ----- | ----- |
| 3 218 | 2 774 | 2 497 | 2 291 | 2 129 | 2 265 | 2 299 |

## Administration

### Siège
Le siège de la communauté de communes est situé à Coucouron.

### Les élus
La communauté de communes est gérée par un conseil communautaire composé de 18 membres représentant chacune des communes membres.
Ils sont répartis comme suit :
| Nombre de délégués | Communes                                                         |
| ------------------ | ---------------------------------------------------------------- |
| 7                  | Coucouron                                                        |
| 2                  | Le Lac-d'Issarlès, Lachapelle-Graillouse, Lespéron               |
| 1                  | Issanlas, Issarlès, Lanarce, Lavillatte, Saint-Alban-en-Montagne |

### Présidence
- Président : Jean Linossier (maire de Lespéron)
- Vice-présidents :
  - Michel Gardes (maire du Lac-d'Issarlès),
  - Charles Valette (adjoint au maire de Lachapelle-Graillouse),
  - Jérôme Deldon.

### Compétences
- Assainissement non collectif
- Collecte et traitement des déchets des ménages et déchets assimilés
- Création, aménagement, entretien et gestion de zone d'activités industrielle, commerciale, tertiaire, artisanale ou touristique
- Action de développement économique (Soutien des activités industrielles, commerciales ou de l'emploi, Soutien des activités agricoles et forestières…)
- Construction ou aménagement, entretien, gestion d'équipements ou d'établissements culturels, socioculturels, socio-éducatifs, sportifs (obsolète)
- Activités péri-scolaires
- Activités culturelles ou socioculturelles
- Schémas de cohérence territoriale et de secteur
- Création et réalisation de zone d'aménagement concerté (ZAC)
- Transport scolaire
- Organisation des transports non urbains
- Aménagement rural
- Tourisme
- Programme local de l'habitat
- Politique du logement social
- Action et aide financière en faveur du logement social d'intérêt communautaire
- Action en faveur du logement des personnes défavorisées par des opérations d'intérêt communautaire
- Opération programmée d'amélioration de l'habitat

### Régime fiscal et budget
La communauté de communes applique la fiscalité professionnelle unique.